# Charles Jasper Glidden

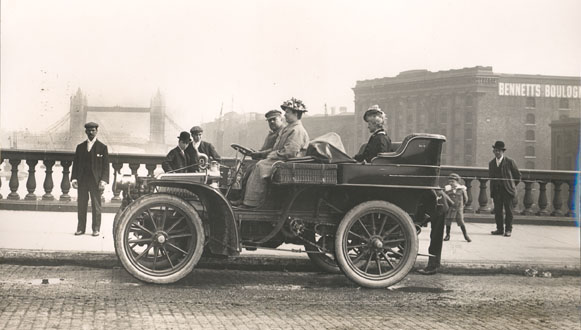
Charles Jasper und Lucy Glidden während ihrer Weltumrundung in London

Charles Jasper Glidden (* 29. August 1857 in Lowell, Massachusetts; † 11. September 1927) war ein US-amerikanischer Telefon-Pionier, Finanzier und Förderer des Automobils in den USA. Charles Glidden umrundete mit seiner Gattin Lucy 1902 als erster die Welt in einem Automobil, ein weiteres Mal 1908.

## Leben
Glidden war der Sohn von Nathaniel Glidden und dessen Frau Laura (geb. Clark). Er stammte aus einer Familie, die 1664 nach Amerika gekommen war. Seine berufliche Karriere begann im Alter von 15 Jahren. Mit 20 war er Branch Manager bei der Atlantic-Pacific Telegraph Company. Er erkannte früh die Möglichkeiten des Telefons und experimentierte gemeinsam mit Alexander Graham Bell an Telefonverbindungen über Telegrafenleitungen. Glidden finanzierte die Errichtung von Telefonleitungen in Manchester, New Hampshire und erkannte als erster, dass sich die weibliche Stimme besser für die frühen Telefonapparate eignete als die männliche. Entsprechend setzte er Telefonistinnen ein. Das Telefon-Austauschprogramm, das er initiiert hatte, wuchs zu einem Syndikat, das unter anderem die US-amerikanischen Bundesstaaten Ohio, Minnesota, Arkansas und Texas abdeckte. Auch die erste Langstrecken-Telefonverbindung (von Lowell, Massachusetts nach Boston) entstand auf seine Initiative.
Am 10. Juli 1878 heiratete er Lucy Emma Clegworth aus Manchester, New Hampshire.
Charles Glidden glaubte daran, dass das Automobil nicht nur ein Spielzeug für Reiche bleiben, sondern sich zu einem ernst zu nehmenden Transportmittel entwickeln würde. Dazu musste einerseits die Zuverlässigkeit des noch jungen pferdelosen Wagens unter Beweis gestellt und ein vernünftiges Straßensystem erstellt werden. (Zu dieser Zeit wurden größere Reisen mit der Bahn oder mit dem Flussdampfer unternommen.) 1901 verkaufte er seine Firma an Bell und wandte sich als Privatmann diesen neuen Zielen zu. Noch im selben Jahr unternahm er in Begleitung seiner Frau erfolgreich eine Fahrt an den Polarkreis.
1902 folgte eine Weltumrundung, die er, wieder in Begleitung seiner Frau, in einem britischen Napier unternahm. Diese mehr als außergewöhnliche Reise führte ihn über 46.528 Meilen, durch 39 Staaten und letztlich zweimal um die Welt. Er befuhr Länder, in denen man noch nie zuvor ein Automobil gesehen hatte. Voraussetzung für dieses Unterfangen war eine minutiöse Vorbereitung. Er führte sogar Spezialräder mit, um auf Eisenbahnschienen fahren zu können. Stets untadelig gekleidet, war er sehr auf Publicity aus, die er für das Automobilwesen nutzte. So korrespondierte er mit zahllosen lokalen und internationalen Zeitungen. Auf diese Weise bereiste er bis 1908 praktisch alle Kontinente.

## Glidden Tour
1904 nahm er an der ersten Zuverlässigkeitsfahrt der American Automobile Association (AAA) teil, die von New York City nach St. Louis führte. Weil er der Ansicht war, dass dieser Anlass regelmäßig durchgeführt werden sollte, stiftete er einen Silberpokal und einen für die damalige Zeit sehr hohen Betrag von 2000 US-Dollar, was er fortan jährlich wiederholte. Die AAA veranstaltete diese Glidden Reliability Tour zwischen 1905 und 1913 regelmäßig. Dabei ging es darum, eine bestimmte Strecke innerhalb einer bestimmten Zeitspanne zurückzulegen und dabei keinen Kontrollpunkt auszulassen. Der Sieger wurde durch ein Punktesystem ermittelt.
Die erste Glidden Tour wurde noch als zu leicht empfunden; die Teilnehmer stimmten gemeinsam über den Sieger ab. Dieser wurde übrigens nicht Charles Glidden mit seinem Napier, sondern Percy Pierce auf einem imposanten Pierce Great Arrow. Darauf wurde die Streckenführung immer länger und anspruchsvoller.
Die Glidden Tour war nie eine Spazierfahrt: Sie führte auf immer neuen Strecken über mehrere hundert Meilen praktisch weglosen Geländes in den USA und gelegentlich auch in Kanada. Viele Wagen hielten diese brutale Behandlung nicht aus und es kam auch zu Zwischenfällen, zum Beispiel mit scheuenden Pferden. Es war aber Ehrensache, dass sich die Teams gegenseitig aushalfen und Glidden wird nachgesagt, er habe manchen lokalen Behörden aus privater Tasche Wegzoll bezahlt oder Farmern ihr Federvieh ersetzt.
Der Sieg an einer Glidden Tour wurde zu einer Prestigesache, die immer mehr Hersteller zu einer Teilnahme motivierte und die im Erfolgsfall entsprechend vermarktet wurde. Das Reglement krankte an der Auflage, dass jedes Fahrzeug vom Besitzer gelenkt werden musste. Gedacht, um sicherzustellen, dass private Initiative gefördert wurde, verkehrte sich diese Voraussetzung ins Gegenteil: Leitende Angestellte der großen Hersteller meldeten sich einfach mit ihrem Privatwagen an.
1946 wurde die Glidden Tour vom Veteran Motor Car Club of America (VMCCA) wiederbelebt und findet seitdem jedes Jahr, allerdings in einem mehr touristischen Rahmen und mit Veteranenfahrzeugen statt. Sie gilt als ältester und prestigeträchtigster Anlass ihrer Art in den USA. Und noch immer wird dem Sieger jener Silberpokal überreicht, den Charles Glidden 1905 gestiftet hat.
Seine eigenen Reisen setzte Glidden weiterhin fort. Ab 1908 begann er, auch die Luftfahrt zu fördern. Er befürwortete die Leichter als Luft-Technologie (Ballonflug) und war der Meinung, dass Privatflugzeuge sich ähnlich durchsetzen würden wie Motorräder.
Charles Jasper Glidden erlag am 11. September 1927 einem Krebsleiden. Den Durchbruch des Automobils als wichtigstes Verkehrsmittel erlebte er somit noch.